# Tambocerus quadricornis
Tambocerus quadricornis är en insektsart som beskrevs av Su-qin Shang och Zhang. Tambocerus quadricornis ingår i släktet Tambocerus och familjen dvärgstritar. Inga underarter finns listade i Catalogue of Life.